# Готаррендура
Готаррендура (ісп. Gotarrendura) — муніципалітет в Іспанії, у складі автономної спільноти Кастилія-і-Леон, у провінції Авіла. Населення — 174 особи (2010).
Муніципалітет розташований на відстані близько 100 км на північний захід від Мадрида, 19 км на північ від Авіли.

## Демографія
Динаміка населення (INE ):